# Laena bhutanensis
Laena bhutanensis – gatunek chrząszcza z rodziny czarnuchowatych i podrodziny omiękowatych.
Gatunek ten został opisany w 1975 roku przez Zoltana Kaszaba.
Czarnuch o ciele długości od 6 do 7,8 mm. Zaokrąglone w obrysie przedplecze ma zaokrąglone krawędzie boczne i płaską, błyszczącą powierzchnię pokrytą małymi punktami. Na pokrywach brak rowków, występują tylko ułożone w rzędy punkty, wielkością zbliżone do tych na przedpleczu, niektóre z nich zaopatrzone są w mikroszczecinki. Międzyrzędy pokryw są płaskie, szagrynowane i opatrzone rozproszonymi, drobnymi punktami. Samiec ma długie, łopatowate, tępo zwieńczone apicale edeagusa.
Chrząszcz endemiczny dla Bhutanu.